# پوهیولا

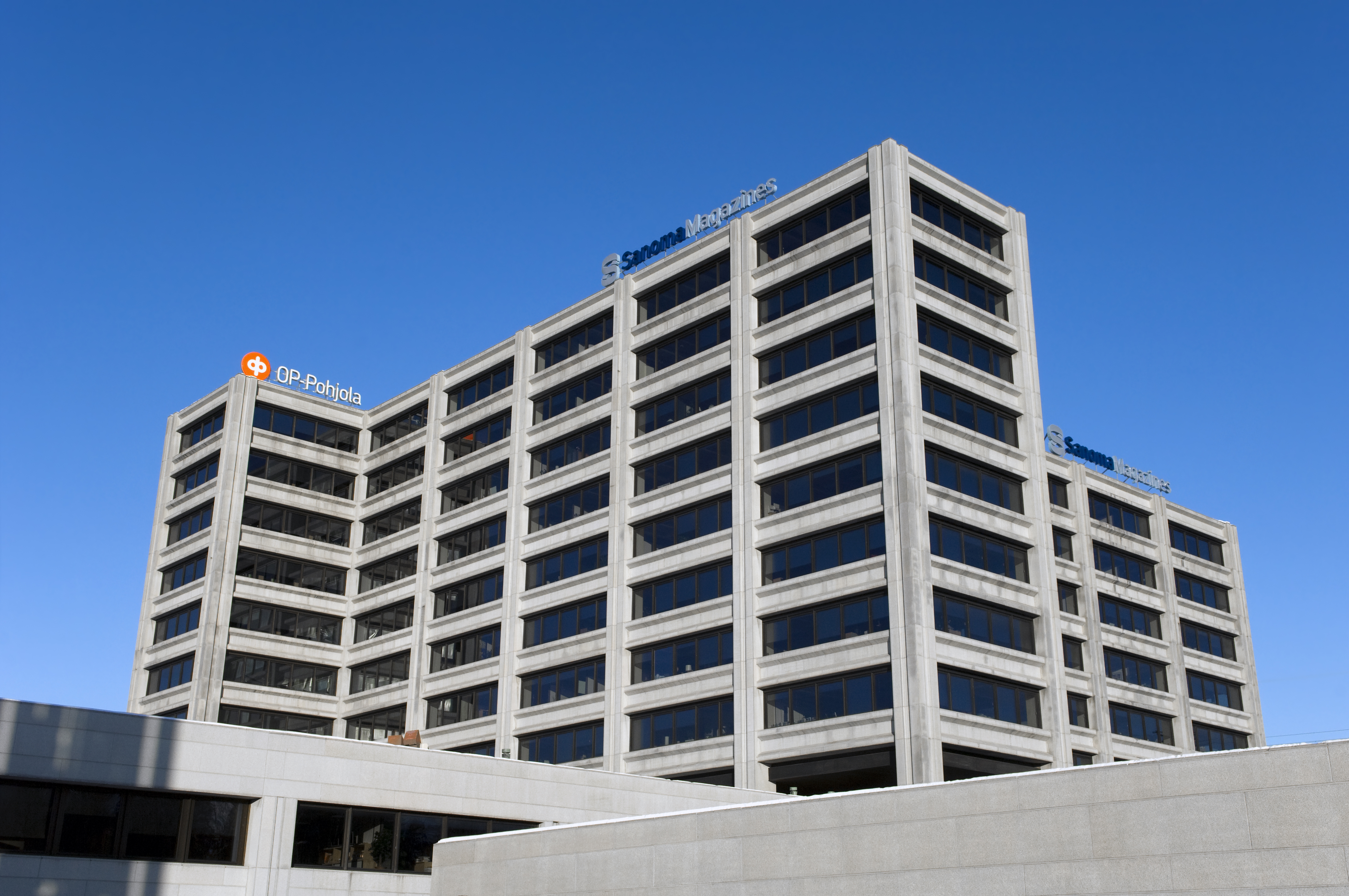
ساختمان مرکزی شرکت پوهیولا در شهر هلسینکی

پوهیولا (به فنلاندی: Pohjola) بزرگترین شرکت خدمات مالی در فنلاند است، که دارای بیش از ۴ میلیون مشتری در سراسر اروپا می‌باشد. این شرکت مالک بانک پوهیولا است، که به‌عنوان بزرگترین بانک این کشور محسوب می‌شود.
حوزه فعالیت این شرکت شامل: خدمات بیمه، بانکداری خرد، بانکداری شرکتی، مدیریت و مشاوره املاک و مدیریت سرمایه‌گذاری می‌باشد. شعبه مرکزی شرکت یوهیولا در شهر هلسینکی قرار دارد و بخشی از سهام آن در بازار بورس هلسینکی معامله می‌شود.